# Larsemann Hills

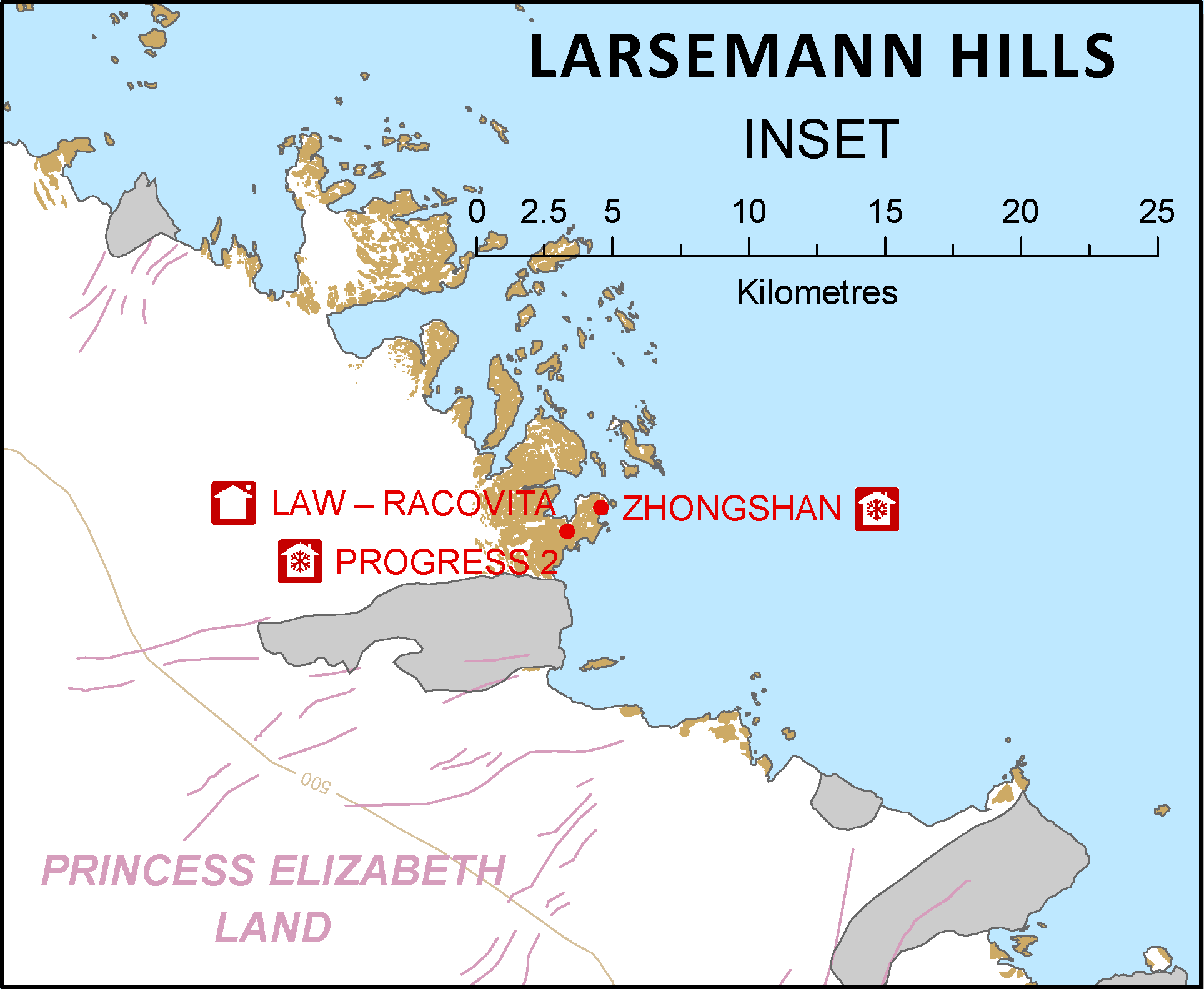
Områdeskarta.

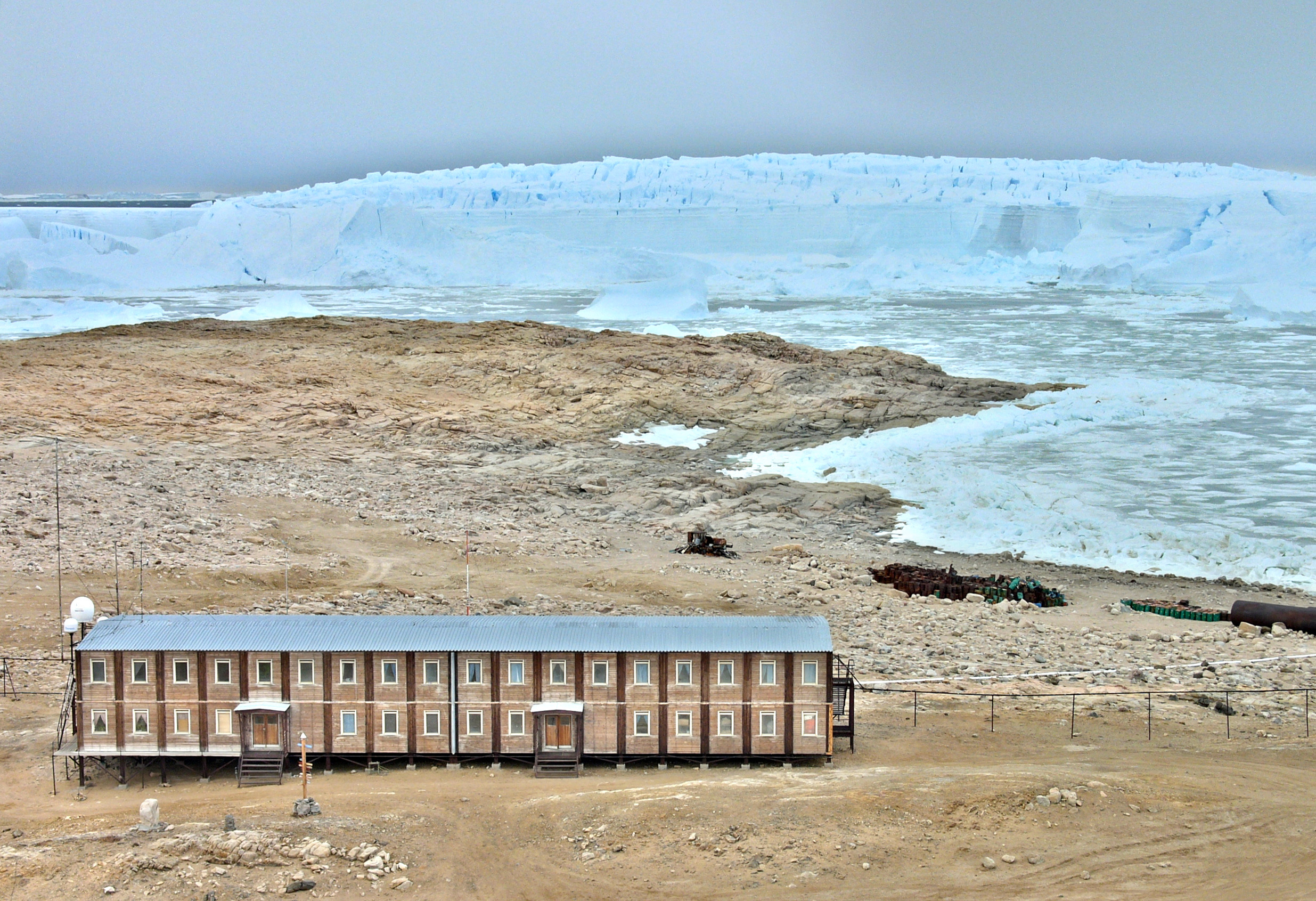
Larsemann Hills kring Progress Station.

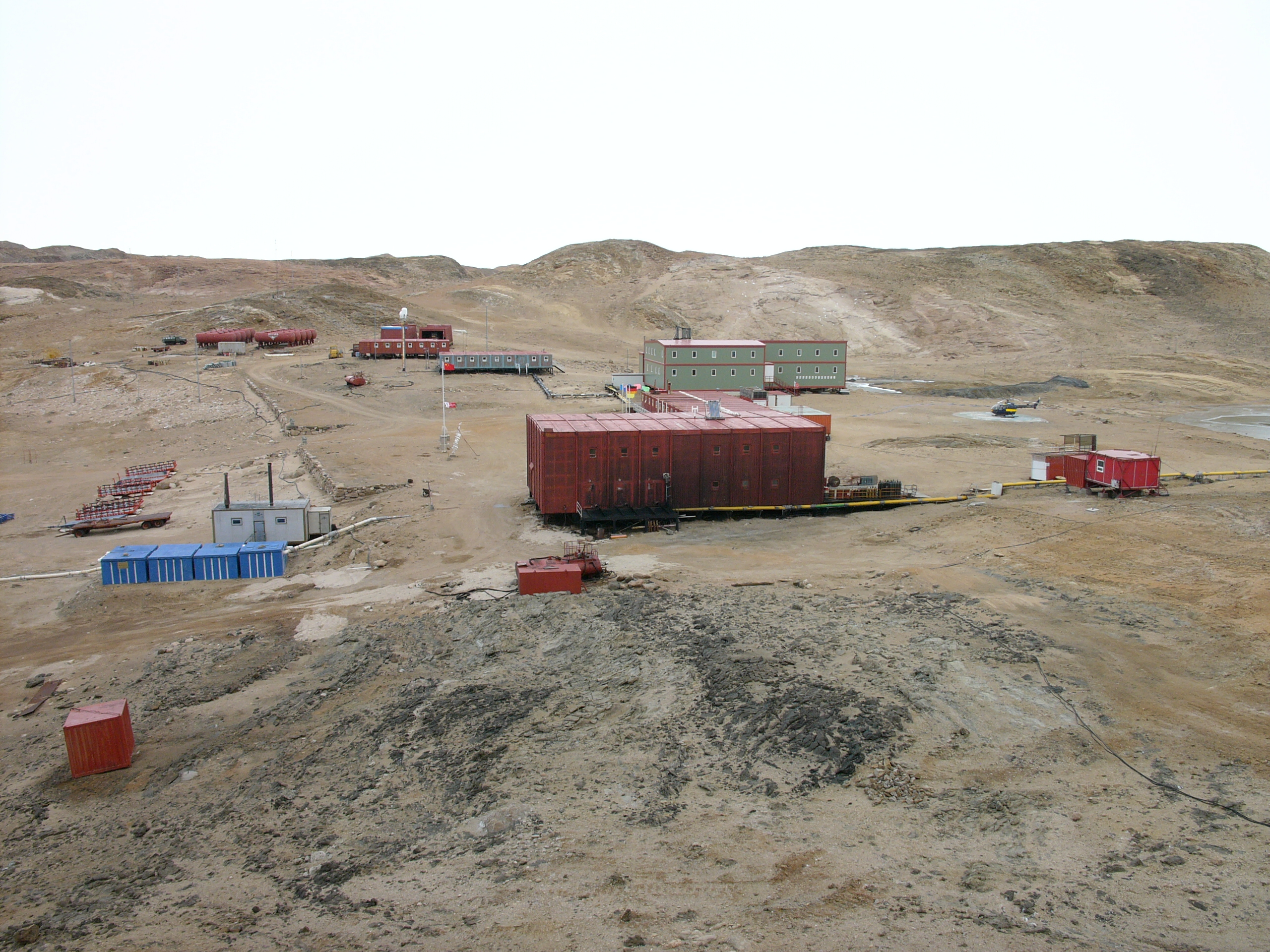
Larsemann Hills med Zhongshan Station.

Larsemann Hills är en antarktisk oas i östra Antarktis, med kullar på  upp till cirka 180 meter över havet.

## Geografi
Larsemann Hills ligger i Östantarktis vid Ingrid Christensen Coast i Princess Elizabeth land.
Området sträcker sig cirka 15 km längs viken Prydz Bay mellan Amery-shelfisen och Vestfold Hills.
Larsemann Hills har en yta på cirka 40 km² och består av de större Storneshalvön och Brokneshalvön och ytterligare fyra mindre halvöar. Utanför kusten ligger cirka 130 mindre öar. Den högsta höjden är på cirka 180 m ö.h.
Inom området finns tre forskningsstationer, den ryska Progress Station (Прогресс, 69°22′S 76°23′Ö / 69.367°S 76.383°Ö), den kinesiska Zhongshan Station (Zhōngshān Zhàn, 69°22′S 76°22′Ö / 69.367°S 76.367°Ö) och den rumänska Law-Racoviță Station (Staţia Law-Racoviţă, 69°23′S 76°23′Ö / 69.383°S 76.383°Ö).

## Historia
Larsemannbergen upptäcktes i februari 1935 av norske kapten Klarius Mikkelsen. Området namngavs då "Larsemannfjellene" efter redaren Lars Christiansen. Denne genomförde en ny expedition åren 1936-1937 då området fotograferades från luften av Viggo Widerøe. Utifrån dessa bilder framställdes senare en karta.
1947 fastslogs det nuvarande namnet av amerikanska "Advisory Committee on Antarctic Names" (US-ACAN, en enhet inom United States Geological Survey).
Progress Station invigdes den 1 april 1988 under den 33:e Sovjetiska Antarktisexpeditionen.
Zhongshan Station invigdes den 26 februari 1989 som Kinas andra forskningsstation i Antarktis.
Law-Racoviță Station öppnades i januari och invigdes den 21 maj 2003 som Rumäniens första forskningsstation i Antarktis.
2007 utsågs området till en särskild skyddszon (ASMA, Antarctic Specially Managed Area, no. 6).